# Alveopora daedalea
Alveopora daedalea е вид корал от семейство Poritidae. Възникнал е преди около 15,97 млн. години по времето на периода неоген. Видът е уязвим и сериозно застрашен от изчезване.

## Разпространение и местообитание
Разпространен е в Австралия, Британска индоокеанска територия, Джибути, Египет, Еритрея, Йемен, Израел, Индонезия, Йордания, Кения, Коморски острови, Мавриций, Мадагаскар, Майот, Малайзия, Мозамбик, Папуа Нова Гвинея, Реюнион, Саудитска Арабия, Сейшели, Сингапур, Сомалия, Судан, Тайланд, Танзания и Филипини.
Обитава океани, морета, заливи и рифове. Среща се на дълбочина около 7 m.